# Сюртук

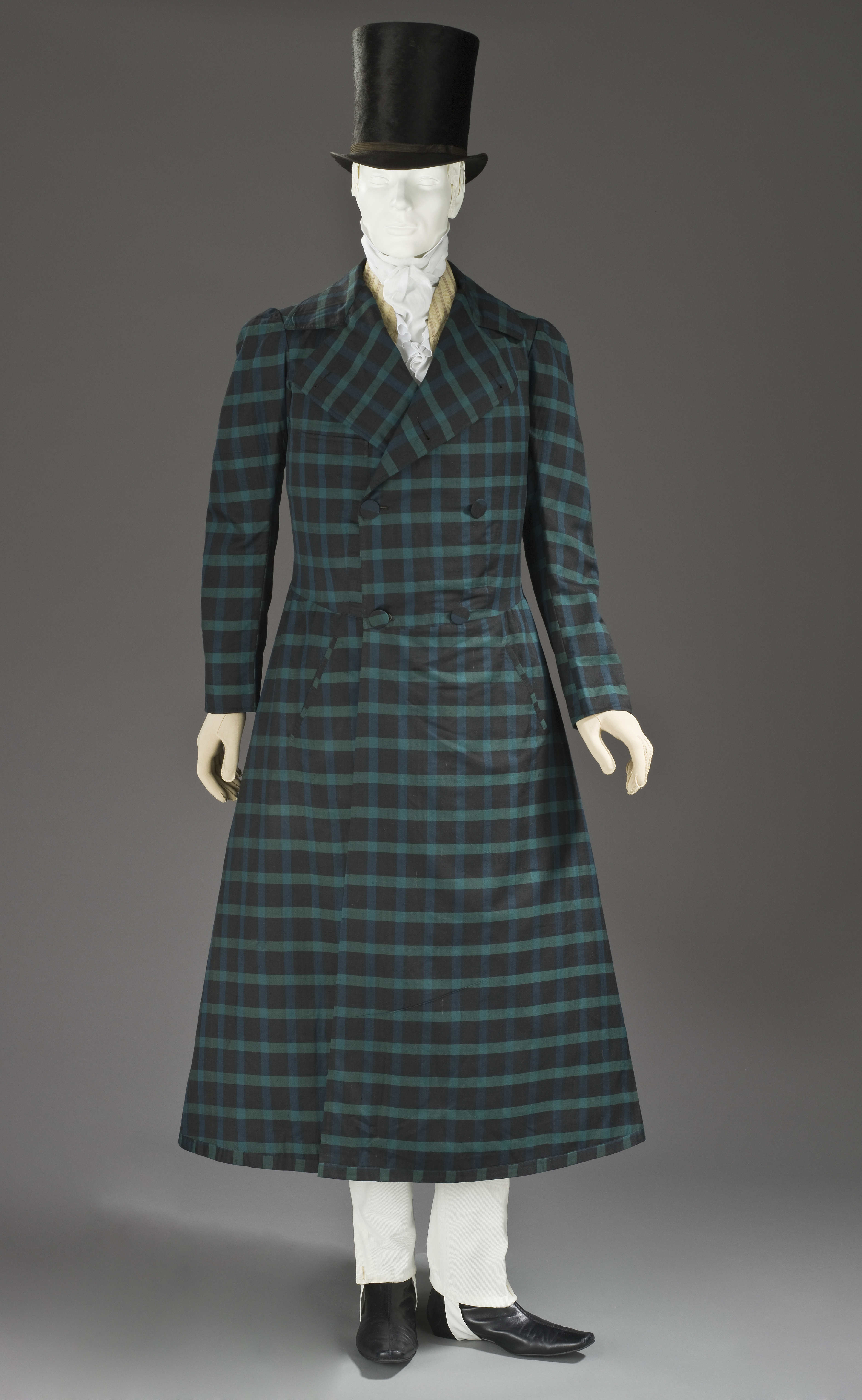
Французский сюртук образца 1816–1820 гг.

Сюрту́к (устар. серту́к; от фр. surtout) — длинный, как правило до колена, однобортный или, реже, двубортный предмет мужского гардероба, обычно приталенный. Основа элегантного костюма XIX века, носился, как правило, с жилетом (часто подбирался подходящий по цветовой гамме) и брюками с высокой посадкой, либо с панталонами (тип брюк с высокой застёжкой на пуговицах, заканчивающейся выше талии, пришли из костюма XVIII века, с появлением классических брюк стали считаться более консервативным вариантом).

## История
Сюртук появился в XVIII веке, в России — в первые десятилетия XIX века. Название произошло от французского surtout — «поверх всего». Одновременно использовался и термин — paletot (пальто). От сюртука пошли все последующие формы верхней мужской одежды: фрак, визитка, пиджак, смокинг и т. д. Если фрак был выходным, бальным облачением, то сюртук оставался элементом повседневной одежды среднего и высшего классов.

Вы хотите же казаться цивилизованным человеком, вы умеете же разбирать, когда надеть фрак и когда сюртук (М. Н. Катков)

Длина сюртука, а также положение талии определялись модой. Также постоянно менялась форма рукава — с буфами или без, зауженный рукав или имеющий раструб. Короткий сюртук в середине XIX века стал ранним фасоном современного пиджака. Существовали также так называемые форменные сюртуки или мундирные сюртуки для чиновников различных ведомств.
Характерные элементы сюртука — нижние пуговицы доходили только до талии. Кроме того, сзади, на талии, нашивались 2 декоративные пуговицы.
Сюртук был повседневной одеждой на протяжении всего XIX века, пока его не вытеснили визитка и пиджак. В первой половине XX века сюртуки продолжали носить консервативные джентльмены. В современности сюртуки чаще всего используются как парадная одежда, либо же среди ценителей классического стиля.

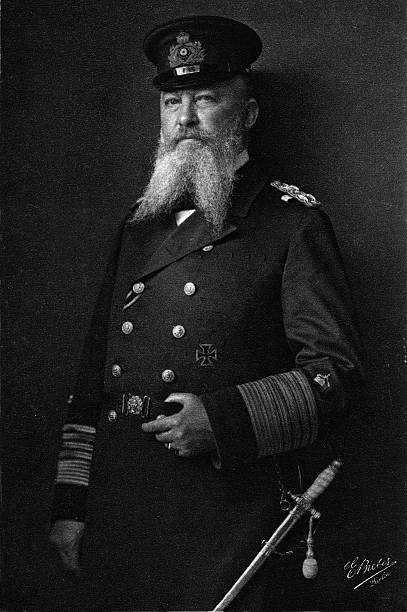
Альфред фон Тирпиц в адмиральском сюртуке, 1903 г.

## Цвета
Для мужской одежды первой половины XIX столетия характерно некоторое разнообразие в выборе цвета. Так, известны зёленый, вишнёвый, брусничный цвета тканей, использовавшихся для пошива сюртуков.
После 1850 года в моду прочно входят чёрный и серый цвета, иногда заменявшиеся бежевыми и серебристо-голубыми оттенками.

## Ткани
Сюртуки шили из самых разнообразных тканей.
1. Шалон — лёгкая шерстяная ткань с диагональными полосами. Причём технология изготовления такова, что разницы между изнаночной и лицевой стороной нет. Название связано с первоначальным местом производства — Шалон-сюр-Марн.
2. Камлот — шерстяная ткань, вытканная из верблюжьей или ангорской шерсти с примесью шёлка, сочетание которых давало рыхлое, мягкое полотно. Более дешёвые сорта камлота изготавливались из хлопчатобумажного волокна.
3. Казинет — хлопчатобумажная или шерстяная одноцветная ткань саржевого переплетения.